# Квазіпраліси Майданського лісництва
Квазіпраліси Майданського лісництва — пралісова пам'ятка природи місцевого значення. Об'єкт розташований на території Надвірнянського району Івано-Франківської області, ДП «Делятинське лісове господарство», Майданське лісництво, квартал 55, виділи 2, 3, 4; квартал 56, виділи 1, 3.
Площа — 29,5 га, статус отриманий у 2020 році.